# Kuurne-Bruxelles-Kuurne 2022
Kuurne-Bruxelles-Kuurne 2022 var den 74. udgave af det belgiske cykelløb Kuurne-Bruxelles-Kuurne. Det 195,1 km lange linjeløb blev kørt den 27. februar 2022 med start og mål i Kuurne i Vestflandern. Løbet var en del af UCI ProSeries 2022. Løbet blev vundet af hollandske Fabio Jakobsen fra Quick-Step Alpha Vinyl.

## Resultater
| \| Samlede stilling \| Samlede stilling \| Samlede stilling \| Samlede stilling \| Samlede stilling \| \| Rytter \| Rytter \| Hold \| Tid \| \| \| ---------------- \| ------------------ \| ---------------------------------- \| ---------------- \| ---------------- \| \| 1. \| Fabio Jakobsen \| Quick-Step Alpha Vinyl \| 4t 32' 13" \| \| \| 2. \| Caleb Ewan \| Lotto-Soudal \| + 0" \| \| \| 3. \| Hugo Hofstetter \| Arkéa-Samsic \| + 0" \| \| \| 4. \| Daniel McLay \| Arkéa-Samsic \| + 0" \| \| \| 5. \| Giacomo Nizzolo \| Israel-Premier Tech \| + 0" \| \| \| 6. \| Dries Van Gestel \| TotalEnergies \| + 0" \| \| \| 7. \| Amaury Capiot \| Arkéa-Samsic \| + 0" \| \| \| 8. \| Christophe Laporte \| Jumbo-Visma \| + 0" \| \| \| 9. \| Matteo Trentin \| UAE Team Emirates \| + 0" \| \| \| 10. \| Taco van der Hoorn \| Intermarché-Wanty-Gobert Matériaux \| + 0" \| \| |                    |                                    |            |
| |                    |                                    |            |
| Kilde: ProCyclingStats |                    |                                    |            |
| Samlede stilling |                    |                                    |            |
| Rytter | Rytter             | Hold                               | Tid        |
| 1. | Fabio Jakobsen     | Quick-Step Alpha Vinyl             | 4t 32' 13" |
| 2. | Caleb Ewan         | Lotto-Soudal                       | + 0"       |
| 3. | Hugo Hofstetter    | Arkéa-Samsic                       | + 0"       |
| 4. | Daniel McLay       | Arkéa-Samsic                       | + 0"       |
| 5. | Giacomo Nizzolo    | Israel-Premier Tech                | + 0"       |
| 6. | Dries Van Gestel   | TotalEnergies                      | + 0"       |
| 7. | Amaury Capiot      | Arkéa-Samsic                       | + 0"       |
| 8. | Christophe Laporte | Jumbo-Visma                        | + 0"       |
| 9. | Matteo Trentin     | UAE Team Emirates                  | + 0"       |
| 10. | Taco van der Hoorn | Intermarché-Wanty-Gobert Matériaux | + 0"       |

## Hold og ryttere
| UCI WorldTeams (17)- AG2R Citroën Team - Bora-Hansgrohe - Bahrain Victorious - Cofidis - EF Education-EasyPost - Groupama-FDJ - Ineos Grenadiers - Intermarché-Wanty-Gobert Matériaux - Israel-Premier Tech - Jumbo-Visma - Lotto-Soudal - Movistar Team - Quick-Step Alpha Vinyl - BikeExchange-Jayco - Team DSM - Trek-Segafredo - UAE Team Emirates UCI ProTeams (8)- Alpecin-Fenix - B&B Hotels-KTM - Bingoal Pauwels Sauces WB - Human Powered Health - Sport Vlaanderen-Baloise - Arkéa-Samsic - TotalEnergies - Uno-X Pro Cycling Team |
| |

### Danske ryttere
| Danske ryttere på startlisten |                      |                        |           |
| Rygnummer                     | Rytter               | Hold                   | Placering |
| 2                             | Alexander Kamp       | Trek-Segafredo         | 72        |
| 16                            | Kasper Asgreen       | Quick-Step Alpha Vinyl | 84        |
| 94                            | Michael Valgren      | EF Education-EasyPost  | 26        |
| 156                           | Casper Pedersen      | Team DSM               | 99        |
| 157                           | Tobias Lund Andresen | Team DSM               | 120       |
| 202                           | Lasse Norman Hansen  | Uno-X Pro Cycling Team | 93        |
| 205                           | William Blume Levy   | Uno-X Pro Cycling Team | 100       |
| 207                           | Morten Hulgaard      | Uno-X Pro Cycling Team | DNF       |

* DNF = gennemførte ikke

### Startliste
| Trek-Segafredo TFS | Trek-Segafredo TFS            | Trek-Segafredo TFS |
| ------------------ | ----------------------------- | ------------------ |
| Nr.                | Rytter                        | Placering          |
| 1                  | Jasper Stuyven (BEL)          | 15.                |
| 2                  | Alexander Kamp (DEN)          | 72.                |
| 3                  | Markus Hoelgaard (NOR)        | DNF                |
| 4                  | Alex Kirsch (LUX)             | 44.                |
| 5                  | Toms Skujiņš (LAT) (landevej) | 79.                |
| 6                  | Edward Theuns (BEL)           | 68.                |
| 7                  | Jacopo Mosca (ITA)            | 61.                |

| Quick-Step Alpha Vinyl QST | Quick-Step Alpha Vinyl QST | Quick-Step Alpha Vinyl QST |
| -------------------------- | -------------------------- | -------------------------- |
| Nr.                        | Rytter                     | Placering                  |
| 11                         | Fabio Jakobsen (NED)       | 1.                         |
| 12                         | Yves Lampaert (BEL)        | 76.                        |
| 13                         | Florian Sénéchal (FRA)     | 74.                        |
| 14                         | Jannik Steimle (GER)       | 83.                        |
| 15                         | Zdeněk Štybar (CZE)        | 85.                        |
| 16                         | Kasper Asgreen (DEN)       | 84.                        |
| 17                         | Iljo Keisse (BEL)          | DNF                        |

| Ineos Grenadiers IGD | Ineos Grenadiers IGD       | Ineos Grenadiers IGD |
| -------------------- | -------------------------- | -------------------- |
| Nr.                  | Rytter                     | Placering            |
| 21                   | Tom Pidcock (GBR)          | 70.                  |
| 22                   | Ethan Hayter (GBR)         | 42.                  |
| 23                   | Ben Turner (GBR)           | 82.                  |
| 24                   | Kim Heiduk (GER)           | 112.                 |
| 25                   | Jhonatan Narváez (ECU)     | 39.                  |
| 26                   | Magnus Sheffield (USA)     | 29.                  |
| 27                   | Ben Swift (GBR) (landevej) | 121.                 |

| Lotto-Soudal LTS | Lotto-Soudal LTS         | Lotto-Soudal LTS |
| ---------------- | ------------------------ | ---------------- |
| Nr.              | Rytter                   | Placering        |
| 31               | Caleb Ewan (AUS)         | 2.               |
| 32               | Jasper De Buyst (BEL)    | 71.              |
| 33               | Arnaud De Lie (BEL)      | 92.              |
| 34               | Frederik Frison (BEL)    | 88.              |
| 35               | Sébastien Grignard (BEL) | 111.             |
| 36               | Harry Sweeny (AUS)       | DNF              |
| 37               | Cedric Beullens (BEL)    | 80.              |

| Intermarché-Wanty-Gobert Matériaux IWG | Intermarché-Wanty-Gobert Matériaux IWG | Intermarché-Wanty-Gobert Matériaux IWG |
| -------------------------------------- | -------------------------------------- | -------------------------------------- |
| Nr.                                    | Rytter                                 | Placering                              |
| 41                                     | Sven Erik Bystrøm (NOR)                | DNF                                    |
| 42                                     | Alexander Kristoff (NOR)               | 11.                                    |
| 43                                     | Boy van Poppel (NED)                   | 58.                                    |
| 44                                     | Baptiste Planckaert (BEL)              | 119.                                   |
| 45                                     | Adrien Petit (FRA)                     | 77.                                    |
| 46                                     | Taco van der Hoorn (NED)               | 10.                                    |
| 47                                     | Gerben Thijssen (BEL)                  | DNF                                    |

| AG2R Citroën Team ACT | AG2R Citroën Team ACT   | AG2R Citroën Team ACT |
| --------------------- | ----------------------- | --------------------- |
| Nr.                   | Rytter                  | Placering             |
| 51                    | Greg Van Avermaet (BEL) | 51.                   |
| 52                    | Oliver Naesen (BEL)     | 20.                   |
| 53                    | Stan Dewulf (BEL)       | 38.                   |
| 54                    | Antoine Raugel (FRA)    | 107.                  |
| 55                    | Michael Schär (SUI)     | 52.                   |
| 56                    | Damien Touzé (FRA)      | 62.                   |
| 57                    | Gijs Van Hoecke (BEL)   | 118.                  |

| Bahrain Victorious TBV | Bahrain Victorious TBV           | Bahrain Victorious TBV |
| ---------------------- | -------------------------------- | ---------------------- |
| Nr.                    | Rytter                           | Placering              |
| 61                     | Sonny Colbrelli (ITA) (landevej) | 75.                    |
| 62                     | Heinrich Haussler (AUS)          | 41.                    |
| 63                     | Phil Bauhaus (GER)               | 13.                    |
| 64                     | Fred Wright (GBR)                | 69.                    |
| 65                     | Matej Mohorič (SLO) (landevej)   | 50.                    |
| 66                     | Luis León Sánchez (ESP)          | 65.                    |
| 67                     | Kamil Gradek (POL)               | DNF                    |

| Bora-Hansgrohe BOH | Bora-Hansgrohe BOH      | Bora-Hansgrohe BOH |
| ------------------ | ----------------------- | ------------------ |
| Nr.                | Rytter                  | Placering          |
| 71                 | Patrick Gamper (AUT)    | 103.               |
| 72                 | Jonas Koch (GER)        | 27.                |
| 73                 | Martin Laas (EST)       | DNF                |
| 74                 | Jordi Meeus (BEL)       | 122.               |
| 75                 | Nils Politt (GER)       | 46.                |
| 76                 | Lukas Pöstlberger (AUT) | DNF                |
| 77                 | Marco Haller (AUT)      | DNF                |

| Cofidis COF | Cofidis COF             | Cofidis COF |
| ----------- | ----------------------- | ----------- |
| Nr.         | Rytter                  | Placering   |
| 81          | Bryan Coquard (FRA)     | 40.         |
| 82          | Simone Consonni (ITA)   | 21.         |
| 83          | Eddy Finé (FRA)         | 109.        |
| 84          | Tom Bohli (SUI)         | 115.        |
| 85          | Szymon Sajnok (POL)     | 136.        |
| 86          | Kenneth Vanbilsen (BEL) | DNF         |
| 87          | Max Walscheid (GER)     | 135.        |

| EF Education-EasyPost EFE | EF Education-EasyPost EFE | EF Education-EasyPost EFE |
| ------------------------- | ------------------------- | ------------------------- |
| Nr.                       | Rytter                    | Placering                 |
| 91                        | Owain Doull (GBR)         | 134.                      |
| 92                        | Jens Keukeleire (BEL)     | 129.                      |
| 93                        | Thomas Scully (NZL)       | 133.                      |
| 94                        | Michael Valgren (DEN)     | 26.                       |
| 95                        | Julius van den Berg (NED) | DNF                       |
| 96                        | Łukasz Wiśniowski (POL)   | 123.                      |
| 97                        | Ben Healy (IRL)           | 132.                      |

| Groupama-FDJ GFC | Groupama-FDJ GFC        | Groupama-FDJ GFC |
| ---------------- | ----------------------- | ---------------- |
| Nr.              | Rytter                  | Placering        |
| 101              | Stefan Küng (SUI)       | 47.              |
| 102              | Lewis Askey (GBR)       | 49.              |
| 103              | Tobias Ludvigsson (SWE) | 86.              |
| 104              | Olivier Le Gac (FRA)    | 33.              |
| 105              | Fabian Lienhard (SUI)   | 30.              |
| 107              | Laurence Pithie (NZL)   | 94.              |

| Israel-Premier Tech IPT | Israel-Premier Tech IPT           | Israel-Premier Tech IPT |
| ----------------------- | --------------------------------- | ----------------------- |
| Nr.                     | Rytter                            | Placering               |
| 111                     | Jenthe Biermans (BEL)             | 34.                     |
| 112                     | Guillaume Boivin (CAN) (landevej) | 55.                     |
| 113                     | Hugo Houle (CAN)                  | 54.                     |
| 114                     | Giacomo Nizzolo (ITA)             | 5.                      |
| 115                     | Antonio Puppio (ITA)              | 45.                     |
| 117                     | Tom Van Asbroeck (BEL)            | 37.                     |

| Jumbo-Visma TJV | Jumbo-Visma TJV            | Jumbo-Visma TJV |
| --------------- | -------------------------- | --------------- |
| Nr.             | Rytter                     | Placering       |
| 121             | Tiesj Benoot (BEL)         | 24.             |
| 122             | Nathan Van Hooydonck (BEL) | 66.             |
| 123             | David Dekker (NED)         | 126.            |
| 124             | Christophe Laporte (FRA)   | 8.              |
| 125             | Edoardo Affini (ITA)       | 131.            |
| 126             | Tosh Van der Sande (BEL)   | 56.             |
| 127             | Mike Teunissen (NED)       | 14.             |

| Movistar Team MOV | Movistar Team MOV         | Movistar Team MOV |
| ----------------- | ------------------------- | ----------------- |
| Nr.               | Rytter                    | Placering         |
| 131               | Alex Aranburu (ESP)       | 22.               |
| 132               | Iván García Cortina (ESP) | 67.               |
| 133               | Oier Lazkano (ESP)        | DNF               |
| 134               | Juri Hollmann (GER)       | 97.               |
| 135               | Johan Jacobs (SUI)        | DNF               |
| 137               | Lluís Mas (ESP)           | 64.               |

| BikeExchange-Jayco BEX | BikeExchange-Jayco BEX   | BikeExchange-Jayco BEX |
| ---------------------- | ------------------------ | ---------------------- |
| Nr.                    | Rytter                   | Placering              |
| 141                    | Luke Durbridge (AUS)     | 60.                    |
| 142                    | Jan Maas (NED)           | 105.                   |
| 143                    | Lawson Craddock (USA)    | DNF                    |
| 145                    | Alexander Konysjev (ITA) | DNF                    |
| 147                    | Dion Smith (NZL)         | 17.                    |

| Team DSM DSM | Team DSM DSM                  | Team DSM DSM |
| ------------ | ----------------------------- | ------------ |
| Nr.          | Rytter                        | Placering    |
| 151          | John Degenkolb (GER)          | 73.          |
| 152          | Casper van Uden (NED)         | 106.         |
| 153          | Leon Heinschke (GER)          | DNF          |
| 154          | Jonas Iversby Hvideberg (NOR) | DNF          |
| 155          | Nils Eekhoff (NED)            | 16.          |
| 156          | Casper Pedersen (DEN)         | 99.          |
| 157          | Tobias Lund Andresen (DEN)    | 120.         |

| UAE Team Emirates UAD | UAE Team Emirates UAD      | UAE Team Emirates UAD |
| --------------------- | -------------------------- | --------------------- |
| Nr.                   | Rytter                     | Placering             |
| 162                   | Alessandro Covi (ITA)      | 53.                   |
| 163                   | Ryan Gibbons (RSA)         | 36.                   |
| 164                   | Vegard Stake Laengen (NOR) | 57.                   |
| 165                   | Rui Oliveira (POR)         | 125.                  |
| 166                   | Matteo Trentin (ITA)       | 9.                    |
| 167                   | Oliviero Troia (ITA)       | 124.                  |

| Alpecin-Fenix AFC | Alpecin-Fenix AFC           | Alpecin-Fenix AFC |
| ----------------- | --------------------------- | ----------------- |
| Nr.               | Rytter                      | Placering         |
| 171               | Tim Merlier (BEL)           | 12.               |
| 172               | Tobias Bayer (AUT)          | 127.              |
| 173               | Michael Gogl (AUT)          | 90.               |
| 174               | Sam Gaze (NZL)              | 23.               |
| 175               | Edward Planckaert (BEL)     | 91.               |
| 176               | Maurice Ballerstedt (GER)   | DNF               |
| 177               | Fabio Van den Bossche (BEL) | 63.               |

| Arkéa-Samsic ARK | Arkéa-Samsic ARK        | Arkéa-Samsic ARK |
| ---------------- | ----------------------- | ---------------- |
| Nr.              | Rytter                  | Placering        |
| 181              | Amaury Capiot (BEL)     | 7.               |
| 182              | Benjamin Declercq (BEL) | 78.              |
| 183              | Donavan Grondin (FRA)   | DNF              |
| 184              | Hugo Hofstetter (FRA)   | 3.               |
| 185              | Daniel McLay (GBR)      | 4.               |
| 186              | Markus Pajur (EST)      | 104.             |
| 187              | Kévin Vauquelin (FRA)   | 48.              |

| Human Powered Health HPM | Human Powered Health HPM | Human Powered Health HPM |
| ------------------------ | ------------------------ | ------------------------ |
| Nr.                      | Rytter                   | Placering                |
| 191                      | Pier-André Côté (CAN)    | 113.                     |
| 192                      | Arvid de Kleijn (NED)    | DNF                      |
| 193                      | Adam de Vos (CAN)        | DNF                      |
| 194                      | August Jensen (NOR)      | DNF                      |
| 195                      | Colin Joyce (USA)        | 108.                     |
| 196                      | Nickolas Zukowsky (CAN)  | 35.                      |
| 197                      | Wessel Krul (NED)        | DNF                      |

| Uno-X Pro Cycling Team UXT | Uno-X Pro Cycling Team UXT  | Uno-X Pro Cycling Team UXT |
| -------------------------- | --------------------------- | -------------------------- |
| Nr.                        | Rytter                      | Placering                  |
| 201                        | Erik Nordsæter Resell (NOR) | 28.                        |
| 202                        | Lasse Norman Leth (DEN)     | 93.                        |
| 203                        | Anders Skaarseth (NOR)      | 59.                        |
| 204                        | Fredrik Dversnes (NOR)      | 89.                        |
| 205                        | William Blume Levy (DEN)    | 100.                       |
| 206                        | Jonas Abrahamsen (NOR)      | DNF                        |
| 207                        | Morten Hulgaard (DEN)       | DNF                        |

| TotalEnergies TEN | TotalEnergies TEN            | TotalEnergies TEN |
| ----------------- | ---------------------------- | ----------------- |
| Nr.               | Rytter                       | Placering         |
| 211               | Peter Sagan (SVK) (landevej) | 117.              |
| 212               | Edvald Boasson Hagen (NOR)   | 81.               |
| 213               | Geoffrey Soupe (FRA)         | 96.               |
| 214               | Lorrenzo Manzin (FRA)        | 95.               |
| 215               | Christopher Lawless (GBR)    | DNF               |
| 216               | Anthony Turgis (FRA)         | 32.               |
| 217               | Dries Van Gestel (BEL)       | 6.                |

| Bingoal Pauwels Sauces WB BWB | Bingoal Pauwels Sauces WB BWB | Bingoal Pauwels Sauces WB BWB |
| ----------------------------- | ----------------------------- | ----------------------------- |
| Nr.                           | Rytter                        | Placering                     |
| 221                           | Timothy Dupont (BEL)          | 114.                          |
| 222                           | Karl Patrick Lauk (EST)       | DNF                           |
| 223                           | Arjen Livyns (BEL)            | 87.                           |
| 224                           | Milan Menten (BEL)            | 19.                           |
| 225                           | Laurenz Rex (BEL)             | 18.                           |
| 226                           | Bas Tietema (NED)             | DNF                           |
| 227                           | Tom Wirtgen (LUX)             | DNF                           |

| Sport Vlaanderen-Baloise SVB | Sport Vlaanderen-Baloise SVB | Sport Vlaanderen-Baloise SVB |
| ---------------------------- | ---------------------------- | ---------------------------- |
| Nr.                          | Rytter                       | Placering                    |
| 231                          | Tuur Dens (BEL)              | DNF                          |
| 232                          | Jenno Berckmoes (BEL)        | 31.                          |
| 233                          | Vito Braet (BEL)             | 43.                          |
| 234                          | Milan Fretin (BEL)           | 98.                          |
| 235                          | Jules Hesters (BEL)          | DNF                          |
| 236                          | Alex Colman (BEL)            | 128.                         |
| 237                          | Sasha Weemaes (BEL)          | 116.                         |

| B&B Hotels-KTM BBK | B&B Hotels-KTM BBK      | B&B Hotels-KTM BBK |
| ------------------ | ----------------------- | ------------------ |
| Nr.                | Rytter                  | Placering          |
| 241                | Pierre Barbier (FRA)    | 102.               |
| 242                | Raphaël Parisella (CAN) | DNF                |
| 243                | Jérémy Lecroq (FRA)     | 101.               |
| 244                | Cyril Lemoine (FRA)     | 110.               |
| 245                | Julien Morice (FRA)     | DNF                |
| 246                | Luca Mozzato (ITA)      | 130.               |
| 247                | Jordi Warlop (BEL)      | 25.                |

| Trek-Segafredo TFS | Trek-Segafredo TFS            | Trek-Segafredo TFS |
| ------------------ | ----------------------------- | ------------------ |
| Nr.                | Rytter                        | Placering          |
| 1                  | Jasper Stuyven (BEL)          | 15.                |
| 2                  | Alexander Kamp (DEN)          | 72.                |
| 3                  | Markus Hoelgaard (NOR)        | DNF                |
| 4                  | Alex Kirsch (LUX)             | 44.                |
| 5                  | Toms Skujiņš (LAT) (landevej) | 79.                |
| 6                  | Edward Theuns (BEL)           | 68.                |
| 7                  | Jacopo Mosca (ITA)            | 61.                |

| Quick-Step Alpha Vinyl QST | Quick-Step Alpha Vinyl QST | Quick-Step Alpha Vinyl QST |
| -------------------------- | -------------------------- | -------------------------- |
| Nr.                        | Rytter                     | Placering                  |
| 11                         | Fabio Jakobsen (NED)       | 1.                         |
| 12                         | Yves Lampaert (BEL)        | 76.                        |
| 13                         | Florian Sénéchal (FRA)     | 74.                        |
| 14                         | Jannik Steimle (GER)       | 83.                        |
| 15                         | Zdeněk Štybar (CZE)        | 85.                        |
| 16                         | Kasper Asgreen (DEN)       | 84.                        |
| 17                         | Iljo Keisse (BEL)          | DNF                        |

| Ineos Grenadiers IGD | Ineos Grenadiers IGD       | Ineos Grenadiers IGD |
| -------------------- | -------------------------- | -------------------- |
| Nr.                  | Rytter                     | Placering            |
| 21                   | Tom Pidcock (GBR)          | 70.                  |
| 22                   | Ethan Hayter (GBR)         | 42.                  |
| 23                   | Ben Turner (GBR)           | 82.                  |
| 24                   | Kim Heiduk (GER)           | 112.                 |
| 25                   | Jhonatan Narváez (ECU)     | 39.                  |
| 26                   | Magnus Sheffield (USA)     | 29.                  |
| 27                   | Ben Swift (GBR) (landevej) | 121.                 |

| Lotto-Soudal LTS | Lotto-Soudal LTS         | Lotto-Soudal LTS |
| ---------------- | ------------------------ | ---------------- |
| Nr.              | Rytter                   | Placering        |
| 31               | Caleb Ewan (AUS)         | 2.               |
| 32               | Jasper De Buyst (BEL)    | 71.              |
| 33               | Arnaud De Lie (BEL)      | 92.              |
| 34               | Frederik Frison (BEL)    | 88.              |
| 35               | Sébastien Grignard (BEL) | 111.             |
| 36               | Harry Sweeny (AUS)       | DNF              |
| 37               | Cedric Beullens (BEL)    | 80.              |

| Intermarché-Wanty-Gobert Matériaux IWG | Intermarché-Wanty-Gobert Matériaux IWG | Intermarché-Wanty-Gobert Matériaux IWG |
| -------------------------------------- | -------------------------------------- | -------------------------------------- |
| Nr.                                    | Rytter                                 | Placering                              |
| 41                                     | Sven Erik Bystrøm (NOR)                | DNF                                    |
| 42                                     | Alexander Kristoff (NOR)               | 11.                                    |
| 43                                     | Boy van Poppel (NED)                   | 58.                                    |
| 44                                     | Baptiste Planckaert (BEL)              | 119.                                   |
| 45                                     | Adrien Petit (FRA)                     | 77.                                    |
| 46                                     | Taco van der Hoorn (NED)               | 10.                                    |
| 47                                     | Gerben Thijssen (BEL)                  | DNF                                    |

| AG2R Citroën Team ACT | AG2R Citroën Team ACT   | AG2R Citroën Team ACT |
| --------------------- | ----------------------- | --------------------- |
| Nr.                   | Rytter                  | Placering             |
| 51                    | Greg Van Avermaet (BEL) | 51.                   |
| 52                    | Oliver Naesen (BEL)     | 20.                   |
| 53                    | Stan Dewulf (BEL)       | 38.                   |
| 54                    | Antoine Raugel (FRA)    | 107.                  |
| 55                    | Michael Schär (SUI)     | 52.                   |
| 56                    | Damien Touzé (FRA)      | 62.                   |
| 57                    | Gijs Van Hoecke (BEL)   | 118.                  |

| Bahrain Victorious TBV | Bahrain Victorious TBV           | Bahrain Victorious TBV |
| ---------------------- | -------------------------------- | ---------------------- |
| Nr.                    | Rytter                           | Placering              |
| 61                     | Sonny Colbrelli (ITA) (landevej) | 75.                    |
| 62                     | Heinrich Haussler (AUS)          | 41.                    |
| 63                     | Phil Bauhaus (GER)               | 13.                    |
| 64                     | Fred Wright (GBR)                | 69.                    |
| 65                     | Matej Mohorič (SLO) (landevej)   | 50.                    |
| 66                     | Luis León Sánchez (ESP)          | 65.                    |
| 67                     | Kamil Gradek (POL)               | DNF                    |

| Bora-Hansgrohe BOH | Bora-Hansgrohe BOH      | Bora-Hansgrohe BOH |
| ------------------ | ----------------------- | ------------------ |
| Nr.                | Rytter                  | Placering          |
| 71                 | Patrick Gamper (AUT)    | 103.               |
| 72                 | Jonas Koch (GER)        | 27.                |
| 73                 | Martin Laas (EST)       | DNF                |
| 74                 | Jordi Meeus (BEL)       | 122.               |
| 75                 | Nils Politt (GER)       | 46.                |
| 76                 | Lukas Pöstlberger (AUT) | DNF                |
| 77                 | Marco Haller (AUT)      | DNF                |

| Cofidis COF | Cofidis COF             | Cofidis COF |
| ----------- | ----------------------- | ----------- |
| Nr.         | Rytter                  | Placering   |
| 81          | Bryan Coquard (FRA)     | 40.         |
| 82          | Simone Consonni (ITA)   | 21.         |
| 83          | Eddy Finé (FRA)         | 109.        |
| 84          | Tom Bohli (SUI)         | 115.        |
| 85          | Szymon Sajnok (POL)     | 136.        |
| 86          | Kenneth Vanbilsen (BEL) | DNF         |
| 87          | Max Walscheid (GER)     | 135.        |

| EF Education-EasyPost EFE | EF Education-EasyPost EFE | EF Education-EasyPost EFE |
| ------------------------- | ------------------------- | ------------------------- |
| Nr.                       | Rytter                    | Placering                 |
| 91                        | Owain Doull (GBR)         | 134.                      |
| 92                        | Jens Keukeleire (BEL)     | 129.                      |
| 93                        | Thomas Scully (NZL)       | 133.                      |
| 94                        | Michael Valgren (DEN)     | 26.                       |
| 95                        | Julius van den Berg (NED) | DNF                       |
| 96                        | Łukasz Wiśniowski (POL)   | 123.                      |
| 97                        | Ben Healy (IRL)           | 132.                      |

| Groupama-FDJ GFC | Groupama-FDJ GFC        | Groupama-FDJ GFC |
| ---------------- | ----------------------- | ---------------- |
| Nr.              | Rytter                  | Placering        |
| 101              | Stefan Küng (SUI)       | 47.              |
| 102              | Lewis Askey (GBR)       | 49.              |
| 103              | Tobias Ludvigsson (SWE) | 86.              |
| 104              | Olivier Le Gac (FRA)    | 33.              |
| 105              | Fabian Lienhard (SUI)   | 30.              |
| 107              | Laurence Pithie (NZL)   | 94.              |

| Israel-Premier Tech IPT | Israel-Premier Tech IPT           | Israel-Premier Tech IPT |
| ----------------------- | --------------------------------- | ----------------------- |
| Nr.                     | Rytter                            | Placering               |
| 111                     | Jenthe Biermans (BEL)             | 34.                     |
| 112                     | Guillaume Boivin (CAN) (landevej) | 55.                     |
| 113                     | Hugo Houle (CAN)                  | 54.                     |
| 114                     | Giacomo Nizzolo (ITA)             | 5.                      |
| 115                     | Antonio Puppio (ITA)              | 45.                     |
| 117                     | Tom Van Asbroeck (BEL)            | 37.                     |

| Jumbo-Visma TJV | Jumbo-Visma TJV            | Jumbo-Visma TJV |
| --------------- | -------------------------- | --------------- |
| Nr.             | Rytter                     | Placering       |
| 121             | Tiesj Benoot (BEL)         | 24.             |
| 122             | Nathan Van Hooydonck (BEL) | 66.             |
| 123             | David Dekker (NED)         | 126.            |
| 124             | Christophe Laporte (FRA)   | 8.              |
| 125             | Edoardo Affini (ITA)       | 131.            |
| 126             | Tosh Van der Sande (BEL)   | 56.             |
| 127             | Mike Teunissen (NED)       | 14.             |

| Movistar Team MOV | Movistar Team MOV         | Movistar Team MOV |
| ----------------- | ------------------------- | ----------------- |
| Nr.               | Rytter                    | Placering         |
| 131               | Alex Aranburu (ESP)       | 22.               |
| 132               | Iván García Cortina (ESP) | 67.               |
| 133               | Oier Lazkano (ESP)        | DNF               |
| 134               | Juri Hollmann (GER)       | 97.               |
| 135               | Johan Jacobs (SUI)        | DNF               |
| 137               | Lluís Mas (ESP)           | 64.               |

| BikeExchange-Jayco BEX | BikeExchange-Jayco BEX   | BikeExchange-Jayco BEX |
| ---------------------- | ------------------------ | ---------------------- |
| Nr.                    | Rytter                   | Placering              |
| 141                    | Luke Durbridge (AUS)     | 60.                    |
| 142                    | Jan Maas (NED)           | 105.                   |
| 143                    | Lawson Craddock (USA)    | DNF                    |
| 145                    | Alexander Konysjev (ITA) | DNF                    |
| 147                    | Dion Smith (NZL)         | 17.                    |

| Team DSM DSM | Team DSM DSM                  | Team DSM DSM |
| ------------ | ----------------------------- | ------------ |
| Nr.          | Rytter                        | Placering    |
| 151          | John Degenkolb (GER)          | 73.          |
| 152          | Casper van Uden (NED)         | 106.         |
| 153          | Leon Heinschke (GER)          | DNF          |
| 154          | Jonas Iversby Hvideberg (NOR) | DNF          |
| 155          | Nils Eekhoff (NED)            | 16.          |
| 156          | Casper Pedersen (DEN)         | 99.          |
| 157          | Tobias Lund Andresen (DEN)    | 120.         |

| UAE Team Emirates UAD | UAE Team Emirates UAD      | UAE Team Emirates UAD |
| --------------------- | -------------------------- | --------------------- |
| Nr.                   | Rytter                     | Placering             |
| 162                   | Alessandro Covi (ITA)      | 53.                   |
| 163                   | Ryan Gibbons (RSA)         | 36.                   |
| 164                   | Vegard Stake Laengen (NOR) | 57.                   |
| 165                   | Rui Oliveira (POR)         | 125.                  |
| 166                   | Matteo Trentin (ITA)       | 9.                    |
| 167                   | Oliviero Troia (ITA)       | 124.                  |

| Alpecin-Fenix AFC | Alpecin-Fenix AFC           | Alpecin-Fenix AFC |
| ----------------- | --------------------------- | ----------------- |
| Nr.               | Rytter                      | Placering         |
| 171               | Tim Merlier (BEL)           | 12.               |
| 172               | Tobias Bayer (AUT)          | 127.              |
| 173               | Michael Gogl (AUT)          | 90.               |
| 174               | Sam Gaze (NZL)              | 23.               |
| 175               | Edward Planckaert (BEL)     | 91.               |
| 176               | Maurice Ballerstedt (GER)   | DNF               |
| 177               | Fabio Van den Bossche (BEL) | 63.               |

| Arkéa-Samsic ARK | Arkéa-Samsic ARK        | Arkéa-Samsic ARK |
| ---------------- | ----------------------- | ---------------- |
| Nr.              | Rytter                  | Placering        |
| 181              | Amaury Capiot (BEL)     | 7.               |
| 182              | Benjamin Declercq (BEL) | 78.              |
| 183              | Donavan Grondin (FRA)   | DNF              |
| 184              | Hugo Hofstetter (FRA)   | 3.               |
| 185              | Daniel McLay (GBR)      | 4.               |
| 186              | Markus Pajur (EST)      | 104.             |
| 187              | Kévin Vauquelin (FRA)   | 48.              |

| Human Powered Health HPM | Human Powered Health HPM | Human Powered Health HPM |
| ------------------------ | ------------------------ | ------------------------ |
| Nr.                      | Rytter                   | Placering                |
| 191                      | Pier-André Côté (CAN)    | 113.                     |
| 192                      | Arvid de Kleijn (NED)    | DNF                      |
| 193                      | Adam de Vos (CAN)        | DNF                      |
| 194                      | August Jensen (NOR)      | DNF                      |
| 195                      | Colin Joyce (USA)        | 108.                     |
| 196                      | Nickolas Zukowsky (CAN)  | 35.                      |
| 197                      | Wessel Krul (NED)        | DNF                      |

| Uno-X Pro Cycling Team UXT | Uno-X Pro Cycling Team UXT  | Uno-X Pro Cycling Team UXT |
| -------------------------- | --------------------------- | -------------------------- |
| Nr.                        | Rytter                      | Placering                  |
| 201                        | Erik Nordsæter Resell (NOR) | 28.                        |
| 202                        | Lasse Norman Leth (DEN)     | 93.                        |
| 203                        | Anders Skaarseth (NOR)      | 59.                        |
| 204                        | Fredrik Dversnes (NOR)      | 89.                        |
| 205                        | William Blume Levy (DEN)    | 100.                       |
| 206                        | Jonas Abrahamsen (NOR)      | DNF                        |
| 207                        | Morten Hulgaard (DEN)       | DNF                        |

| TotalEnergies TEN | TotalEnergies TEN            | TotalEnergies TEN |
| ----------------- | ---------------------------- | ----------------- |
| Nr.               | Rytter                       | Placering         |
| 211               | Peter Sagan (SVK) (landevej) | 117.              |
| 212               | Edvald Boasson Hagen (NOR)   | 81.               |
| 213               | Geoffrey Soupe (FRA)         | 96.               |
| 214               | Lorrenzo Manzin (FRA)        | 95.               |
| 215               | Christopher Lawless (GBR)    | DNF               |
| 216               | Anthony Turgis (FRA)         | 32.               |
| 217               | Dries Van Gestel (BEL)       | 6.                |

| Bingoal Pauwels Sauces WB BWB | Bingoal Pauwels Sauces WB BWB | Bingoal Pauwels Sauces WB BWB |
| ----------------------------- | ----------------------------- | ----------------------------- |
| Nr.                           | Rytter                        | Placering                     |
| 221                           | Timothy Dupont (BEL)          | 114.                          |
| 222                           | Karl Patrick Lauk (EST)       | DNF                           |
| 223                           | Arjen Livyns (BEL)            | 87.                           |
| 224                           | Milan Menten (BEL)            | 19.                           |
| 225                           | Laurenz Rex (BEL)             | 18.                           |
| 226                           | Bas Tietema (NED)             | DNF                           |
| 227                           | Tom Wirtgen (LUX)             | DNF                           |

| Sport Vlaanderen-Baloise SVB | Sport Vlaanderen-Baloise SVB | Sport Vlaanderen-Baloise SVB |
| ---------------------------- | ---------------------------- | ---------------------------- |
| Nr.                          | Rytter                       | Placering                    |
| 231                          | Tuur Dens (BEL)              | DNF                          |
| 232                          | Jenno Berckmoes (BEL)        | 31.                          |
| 233                          | Vito Braet (BEL)             | 43.                          |
| 234                          | Milan Fretin (BEL)           | 98.                          |
| 235                          | Jules Hesters (BEL)          | DNF                          |
| 236                          | Alex Colman (BEL)            | 128.                         |
| 237                          | Sasha Weemaes (BEL)          | 116.                         |

| B&B Hotels-KTM BBK | B&B Hotels-KTM BBK      | B&B Hotels-KTM BBK |
| ------------------ | ----------------------- | ------------------ |
| Nr.                | Rytter                  | Placering          |
| 241                | Pierre Barbier (FRA)    | 102.               |
| 242                | Raphaël Parisella (CAN) | DNF                |
| 243                | Jérémy Lecroq (FRA)     | 101.               |
| 244                | Cyril Lemoine (FRA)     | 110.               |
| 245                | Julien Morice (FRA)     | DNF                |
| 246                | Luca Mozzato (ITA)      | 130.               |
| 247                | Jordi Warlop (BEL)      | 25.                |